# Pseudocercospora bertholletiae
Pseudocercospora bertholletiae är en svampart som först beskrevs av F.C. Albuq., och fick sitt nu gällande namn av U. Braun & F.O. Freire 2004. Pseudocercospora bertholletiae ingår i släktet Pseudocercospora och familjen Mycosphaerellaceae.   Inga underarter finns listade i Catalogue of Life.